# Фалез-Север (кантон)
Фалез-Север (фр. Falaise-Nord) — упраздненный кантон во Франции, находился в регионе Нижняя Нормандия. Департамент кантона — Кальвадос. Входил в состав округа Кан. Население кантона на 2006 год составляло 10 520 человек.
Код INSEE кантона 1417. Всего в кантон Фалез-Север входило 27 коммун, из них главной коммуной являлась Фалез.

## Коммуны кантона
- Обиньи — население 338 чел.
- Боннёй — население 115 чел.
- Бон-Тассийи — население 393 чел.
- Корде — население 130 чел.
- Фурно-ле-Валь — население 181 чел.
- Ле-Детруа — население 87 чел.
- Ле-Мений-Вильман — население 286 чел.
- Леффар — население 158 чел.
- Лез-Иль-Бардель — население 63 чел.
- Ле-Лож-Сольс — население 138 чел.
- Мартиньи-сюр-л’Ант — население 320 чел.
- Норон-л’Аббеи — население 236 чел.
- Пьерфит-ан-Сенгле — население 248 чел.
- Пьерпон — население 93 чел.
- Пон-д’Уйи — население 1040 чел.
- Потиньи — население 1719 чел.
- Рапийи — население 42 чел.
- Сен-Жермен-Ланго — население 277 чел.
- Сен-Мартен-де-Мьё — население 399 чел.
- Сен-Пьер-Каниве — население 361 чел.
- Сен-Пьер-дю-Бю — население 440 чел.
- Суланжи — население 263 чел.
- Сумон-Сен-Кантен — население 548 чел.
- Трепрель — население 102 чел.
- Юсси — население 847 чел.
- Вилле-Каниве — население 667 чел.